# Сонвилье
Сонвилье (фр. Sonvilier) — коммуна в Швейцарии, в кантоне Берн. 
Входит в состав округа Куртелари. Население составляет 1154 человека (на 31 декабря 2006 года). Официальный код — 0445.